# A Prayer Before Dawn
A Prayer Before Dawn (en España: Una oración antes del amanecer) es una película dramática de 2017 dirigida por Jean-Stéphane Sauvaire, escrita por Jonathan Hirschbein y Nick Saltrese y protagonizada por Joe Cole. Está basado en el libro A Prayer Before Dawn: My Nightmare in Thailand's Prisons, a su vez basado en la historia de Billy Moore, boxeador encarcelado en una cárcel de Tailandia. La película tuvo su estreno mundial en el Festival de Cannes el 19 de mayo de 2017. Fue estrenada en el Reino Unido el 20 de julio de 2018, por Altitude Film Distribution, y en Estados Unidos el 10 de agosto de 2018, por A24. 

## Trama
Billy Moore (representado por Joe Cole), un ciudadano británico con un pasado problemático y adicto a la heroína, llega a Tailandia con la intención de buscar una buena vida. Después de encontrar trabajo como boxeador, cae de nuevo en el uso de drogas y posteriormente es detenido y acusado de posesión de bienes robados y de un arma de fuego. Billy es enviado a prisión, donde se encuentra rápidamente atrapado en la violencia que no se ve en otras cárceles, y pasa sus días persiguiendo la adicción y la violencia que es típica en la vida en una prisión de Tailandia. Con una necesidad desesperada de luchar de nuevo y luchar contra sus demonios con la adicción y él mismo, acepta pelear en torneos de Muay Thai para ganarse la libertad.

## Reparto
| Actor               | Personaje       |
| ------------------- | --------------- |
| Joe Cole            | Billy Moore     |
| Vithaya Pansringarm | Oficial Preecha |
| Panya Yimmumphai    | Keng            |
| Somluck Kamsing     | Suthin          |

## Producción
En octubre de 2014, se anunció que Charlie Hunnam protagonizaría la película, con Jean-Stéphane Sauvaire dirigiendo a partir de un guion escrito por Jonathan Hirschbein y Nick Saltrese, basado en una memoria escrita por Billy Moore. Rita Dagher, Sol Papadopoulos y Roy Boutler actuarían como productores a través Senorita Films, junto con HanWay Films. En octubre de 2015, Joe Cole se unió al elenco de la película, en reemplazo de Hunnam.

## Estreno
A Prayer Before Dawn: A Nightmare in Thailand fue publicado por primera vez en 2014 por Maverick House, Dublín, Irlanda. En febrero de 2017, A24 adquirió los derechos de distribución en Estados Unidos de la película. En abril de 2017, Altitude Film Distribution adquirió los derechos de distribución de la película en el Reino Unido. La película tuvo su estreno mundial en el Festival de Cannes el 15 de mayo de 2017. También se proyectó en South by Southwest el 12 de marzo de 2018.
Fue estrenada en el Reino Unido el 20 de julio de 2018, y en Estados Unidos a través de DirecTV Cinema el 12 de julio de 2018, antes de ser estrenada de forma limitada el 10 de agosto de 2018.